# Artikel 23 des Grundgesetzes für die Bundesrepublik Deutschland
Der Artikel 23 des Grundgesetzes für die Bundesrepublik Deutschland in der Fassung von 1992 wird auch als Europa-Artikel bezeichnet. Im Jahre 1992 wurde er neu eingefügt und ersetzte somit den vormaligen Artikel 23, der den Geltungsbereich des Grundgesetzes räumlich auf die „alten“ Bundesländer beschränkte, den Beitritt zur Bundesrepublik regelte und 1990 mit der Wiedervereinigung gestrichen wurde. Der neue Artikel ebnete den Weg für den Vertrag von Maastricht.

## Juristische Bedeutung
Vor der Einfügung des Art. 23 GG erfolgte die Übertragung von Hoheitsrechten auf die supranationalen Gemeinschaften (EAG, EWG, EGKS) nach Maßgabe des Art. 24 GG. Durch die immer stärker werdende politische Verflechtung der Mitgliedstaaten und die anwachsenden Kompetenzen der Gemeinschaften war die völkerrechtliche Ermächtigungsnorm des Artikels 24 Grundgesetz überdehnt. In ihr war lediglich eine Ermächtigungsgrundlage für eine Übertragung von Hoheitsrechten auf zwischenstaatliche Einrichtungen zu erblicken. Nicht geregelt wird hingegen, in welchen Grenzen, mit welchen Zielen und Grundsätzen dies zu erfolgen hat. Im Hinblick auf die dynamische Entwicklung der EG und der neu geschaffenen Europäischen Union sowie der Rechtsfortbildung durch den Europäischen Gerichtshof (EuGH) war eine der sogenannten Ewigkeitsklausel Rechnung tragende Ermächtigungsgrundlage geboten.
So steht das Gesetz zur Änderung des Grundgesetzes vom 21. Dezember 1992 (BGBl. I S. 2086) in engem Zusammenhang mit der Ratifikation des Vertrages über die Europäische Union (auch als Vertrag von Maastricht bezeichnet), welcher am 1. November 1993 in Kraft getreten ist.
Wichtigste Normierungen sind:
- Festschreibung des Subsidiaritätsprinzips
- Grundrechtsbindung der EU (Bezugnahme auf den Solange-II-Beschluss des Bundesverfassungsgerichts)
- Angemessene Beteiligung und Mitwirkung der Länder (vgl. Artikel 23 Absätze 2, 4, 5 und 6 Grundgesetz)
- Verpflichtung zur Mitwirkung an der Verwirklichung und der Entwicklung der Europäischen Union (Staatszielbestimmung)

Es bestand in der Jurisprudenz Uneinigkeit darüber, ob die Übertragung von Hoheitsrechten gemäß dem Artikel 24 GG selbst eine Verfassungsänderung darstellt. Danach bestanden im Wesentlichen zwei Ansichten. Die eine Ansicht sah den Artikel 24 GG als abschließend an und lehnte eine Überprüfung anhand von Artikel 79 GG ab. Die andere Ansicht hingegen hielt Artikel 79 GG parallel für anwendbar.
Der verfassungsändernde Gesetzgeber hat im Hinblick auf die EU diesem Streit ein Ende bereitet: Artikel 23 Absatz 1 Satz 3 GG erklärt explizit den Artikel 79 Absatz 2 und 3 GG für anwendbar.
Der Artikel 23 Abs. 1 S. 2 GG enthält die für die Hoheitsrechtsübertragung maßgebliche Ermächtigungsgrundlage. Der Bund kann demnach mit Zustimmung des Bundesrates Hoheitsrechte übertragen. Die Übertragung bedeutet mithin nicht, dass die Bundesrepublik dauerhaft und für die Zukunft die Kompetenz der Gesetzgebung an die EU abtritt. Vielmehr verzichtet die Bundesrepublik auf die Wahrnehmung ihrer Kompetenz und duldet und anerkennt die Wirkung der europäischen Rechtsakte.

## Symbolkraft des Artikels
Auch wenn der Artikel auf den ersten Blick recht allgemein gehalten ist, so ist er doch einzigartig in der Geschichte der Bundesrepublik und stellt zum ersten Mal ein klares Bekenntnis zur europäischen Einigung auf Grundgesetzebene dar. In diesem Zusammenhang ist er auch ein deutliches Zeichen an die europäischen Nachbarländer, dass ein wiedervereinigtes Deutschland sich ganz der friedlichen demokratischen Einigung Europas verschrieben hat. Der Würzburger Völkerrechtler Dieter Blumenwitz (1995) weist jedoch trotz aller Integrationsfreundlichkeit darauf hin, dass ein europäisches Zusammenwachsen jeweils an nationales Recht gekoppelt ist: „Die Bundesrepublik kann nicht an der Entwicklung jeder Europäischen Union mitwirken. Sie kann nur ein Europa mittragen, das hinsichtlich seiner wesentlichen Konstitutionsprinzipien die Homogenität mit der nationalen Verfassungswirklichkeit des Grundgesetzes wahrt.“